# مطار قوز بيدا
مطار قوز بيدا (إيكاو: FTTG) هو مطار للاستخدام العام يقع على 5 كيلومتر (3 ميل) شرق - جنوب شرق قوز بيدا، في إقليم سيلا في تشاد.